# Fran Ferri
Francesc Xavier Ferri Fayos, conocido como Fran Ferri (Canals, Valencia; 24 de mayo de 1984), es un político español, diputado de Compromís en las Cortes Valencianas.

## Actividad profesional
Fran Ferri es ingeniero en Organización Industrial y compagina su trabajo de ingeniero de operaciones y gestión de la cadena de suministro en una empresa del sector del automóvil con la de diputado.

## Trayectoria política
Militante del Bloc Nacionalista Valencià, Francesc Xavier Ferri fue secretario general del BLOC Jove desde 2009 hasta 2014. Además, también es activista por los derechos de los y las homosexuales, transexuales y bisexuales, siendo miembro del grupo coordinador del Colectivo de Lesbianas, Gais, Transexuales y Bisexuales (LGTB) de La Safor y miembro representante de la Federación Estatal de LGTB en el Consejo de la Juventud de España desde 2008 a 2010.
En las Elecciones a las Cortes Valencianas de 2011 fue elegido diputado en las listas de la Compromís, yendo en cuarta posición de la candidatura por la circunscripción electoral de Valencia. En el Grupo Parlamentario Compromís, Ferri es el responsable de las comisiones de Industria, Comercio y Turismo, la de Políticas de Igualdad y de la Mujer, la de Nuevas Tecnologías y la de Peticiones.
Ferri fue reelegido como Secretario General del BLOC Jove en el congreso de febrero de 2012. En el congreso de julio de 2014 Fran Ferri dejó el cargo, el cual fue asumido por Enric Castelló.
En el proceso de primarias abiertas de Compromís para confeccionar la lista a las Cortes Valencianas en las elecciones de 2015, Ferri fue el candidato más votado en la circunscripción de Valencia.
En diciembre de 2021, tras 10 años en primera línea política, decide renunciar a su acta de diputado para dedicarse a su carrera profesional.